# Sorbus margittaiana
Sorbus margittaiana är en rosväxtart som först beskrevs av Jav., och fick sitt nu gällande namn av Karpati. Sorbus margittaiana ingår i släktet oxlar, och familjen rosväxter. Inga underarter finns listade i Catalogue of Life.